# عملیات توکل

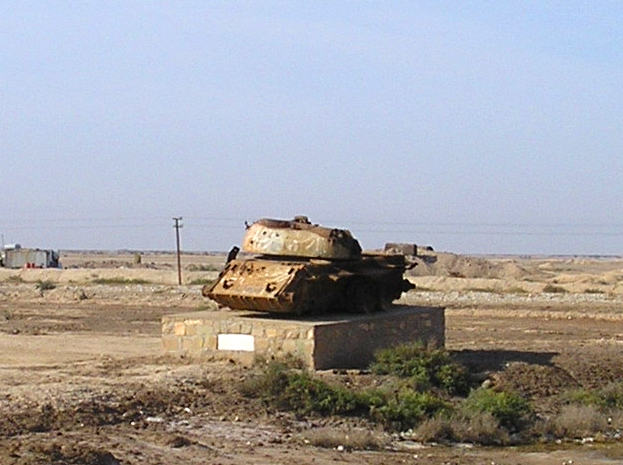
تانک به جا مانده از عملیات توکل

عملیات توکل نام یک عملیات تهاجمی نیروهای مسلح ایران درطی جنگ ایران و عراق می‌باشد. این عملیات به صورت گسترده در تاریخ ۲۰ دی ۱۳۵۹ در محور آبادان - سه راهی ماهشهر به فرماندهی ارتش ایران انجام شد.

## اهمیت عملیات
عملیات توکل بنا بود تا با هدف جلوگیری از پیشروی ارتش عراق، مقدماتی برای آزادسازی خرمشهر، شکستن حصر آبادان و پس گرفتن کرانه شرقی کارون و عقب راندن عراقی‌ها تا مرز بین‌المللی انجام شود. این عملیات بر مبنای پیروزی عملیات نصر تدارک دیده شده بود. در صورت پیروزی نیروهای ایرانی در عملیات نصر، این عملیات می‌توانست به تخلیه خرمشهر از نیروهای عراقی بینجامد. فرماندهی این عملیات، ستاد اروند بود و فرماندهان آن، قاسمعلی ظهیرنژاد، سید علی خامنه‌ای به عنوان نماینده رهبری در شورای عالی دفاع و حسینی فرمانده عملیات نیروی زمینی بود.

## تاریخچه رویدادها
این عملیات دارای چهار مرحله بود؛ مرحله اول این عملیات سه محور داشت. قرار بود در دو محور نیروهای زرهی و در محور دیگر نیروهای پیاده از شمال شرقی آبادان تا شلمچه پیشروی کنند. نیروهای پیاده پیشروی کردند اما چون نیروهای زرهی در پیشروی موفق نبودند، عملیات در مرحله اول ناکام ماند. با ناکامی مرحله اول، مراحل دیگر ملغی شدند. در مرحله اول سه محور برای حمله طراحی شده بود. محور اصلی از کیلومتر ۱۰ جاده آبادان- ماهشهر با اتکا به قوای زرهی و محور فرعی از سه‌راهی آبادان روی جاده‌های آبادان- اهواز و آبادان- ماهشهر با اتکا به نیروهای پیاده؛ محور پشتیبانی از سلیمانیه روی جاده اهواز- آبادان با اتکا به قوای زرهی.
عملیات در دقایق اول بامداد تاریخ ۲۰ دی ۱۳۵۹ آغاز شد. قوای زرهیِ ایران، از ۲ محور و نیروهای پیاده از محور سوم شروع به انجام عملیات نمودند. در موقعیت مکانی «سه راهی آبادان و کوی ذوالفقاریه» که نیروهای پیاده، تک کرده بودند، خط نیروهای ارتش صدام درهم شکسته شد و تعدادی از نیروهای عراقی به اسارت نیروهای ایرانی درآمدند. این درحالی است که با توجه به عدم کامیابی در پیشروی در ۲ محور دیگر، نیروهای مذکور موفق به تثبیت موقعیت خود نشدند و مجبور به عقب‌نشینی شدند. در نتیجه این عملیات که در اولین مرحله نتوانسته بود به اهداف خود دست یابد، با توقف در مرحله بعد مواجه گردید.

### تلفات
استعداد رزمی ایران در عملیات توکل حدود هشت هزار نفر از تیپ ۳۷ زرهی شیراز، تیپ ۲ پیاده از لشکر ۷۷ پیاده، گردان ۱۴۴ پیاده از لشکر ۲۱ پیاده، گردان ۲۴۶ تانک از لشکر ۷۷ پیاده، گردان ۲۰۱ ژاندارمری، نیروهای سپاه آبادان، نیروهای مردمی بود. در این عملیات تمام ۳۱ تانک تیپ ۳۷ زرهی ارتش بر روی جاده ماهشهر ـ آبادان از بین رفت. در این عملیات، ۳۷۰ کشته، اسیر و مفقودالاثر و ۳۰۰ مجروح از نیروهای ایرانی گزارش کرده‌اند. ۷ دستگاه نفربر و ۱ دستگاه موشک انداز تاو از خسارات این عملیات برای ایران بود.

## پیامدهای عملیات
گفته شده که عدم توجه به شناسایی مواضع دشمن، استفاده از نیروهای زرهی اندک، زمین نامناسب برای مانور زرهی، عدم مقابله با آتش ضد زرهی دشمن، نبود پشتیبانی هوایی کافی و ناهماهنگی بین نیروی‌های ارتش و سپاه سبب شد تا این عملیات نیز با شکست مواجه شود.

### تغییر تاکتیک در دکترین نظامی
با شکست پی‌درپی سه عملیات زرهی نیروهای مسلح ایران در عملیات‌های دزفول، نصر، و توکل طراحان عملیات ایران عملیات زرهی را به‌طور کلی از دکترین نظامی خود حذف کردند و تا پایان جنگ تنها به پشتیبانی توپخانه‌ای از نیروهای پیاده عمل کردند. با این حال انجام سه عملیات زرهی در منطقه زمینه‌ساز تثبیت و حضور نیروهای ایرانی را در منطقه عملیاتی فراهم نمود. این عملیات‌ها فرصت پیشروی و غافلگیری را از نیروهای متجاوز عراقی را سلب نمود. در سال‌های بعد قوای مسلح ایران با داشتن برتری نفرات و نیز به خاطر مشکلات به‌وجود آمده برای تأمین تجهیزات سنگین استراتژی جنگ زرهی به عملیات یورش موج انسانی تغییر داد. این تغییر استراتژی تلفات انسانی بالایی را بر نیروهای ایران وارد آورد.

### عزل بنی‌صدر
برخی این عملیات را بر تضعیف جایگاه بنی‌صدر و پس از آن عزل او از مقام ریاست‌جمهوری مؤثر می‌دانند.

## برای مطالعهٔ بیشتر
- محسن رشید، گزارشی کوتاه/ مرکزمطالعات و تحقیقات جنگ سپاه پاسداران انقلاب اسلامی، ویرایش: مهدی انصاری، تهران: سپاه پاسداران انقلاب اسلامی، مرکز مطالعات و تحقیق جنگ، ۱۳۷۸، شابک: ۹۶۴-۶۳۱۵-۳۳-x